# Cirencester
Cirencester es una ciudad mercado en Gloucestershire (Inglaterra), a 150 km al oeste de Londres. Cirencester está en la orilla del río Churn (afluente del Támesis) y es la ciudad más grande del Distrito Cotswold. Es la sede de Royal Agricultural College of Cirencester, la universidad agrícola anglosajona más antigua del mundo, fundada en 1840. La ciudad posee el Corinium Museum, que es conocido por su gran colección de artículos romanos.

## Localización geográfica

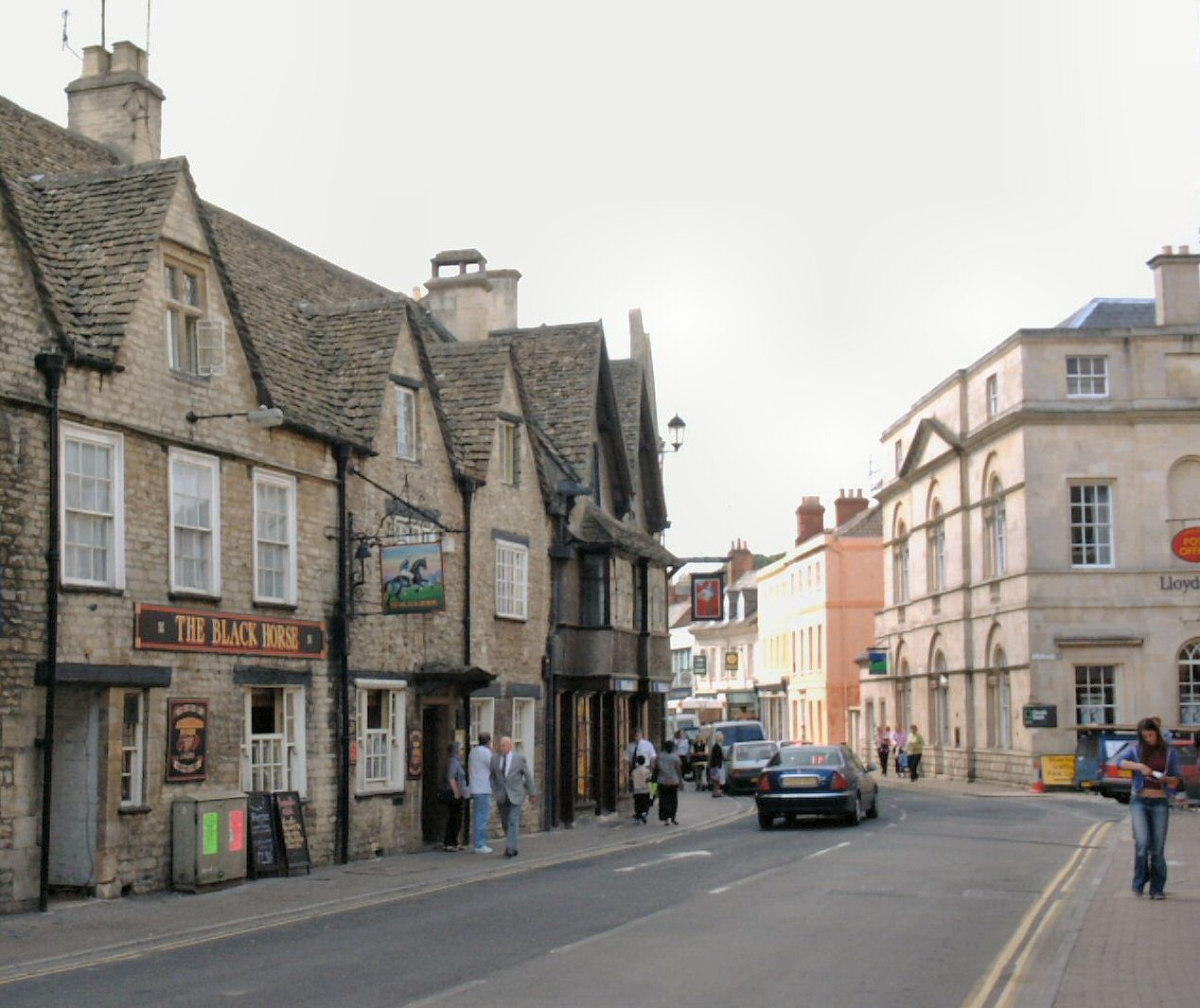
Edificios de piedra en Castle Street (Cirencester).

Cirencester está asentada en una baja pendiente de las Cotswold Hills. Tiene un drenaje natural hacia el río Churn, el cual fluye de norte a sur por el lado este de la ciudad y se une al Támesis cerca de la localidad de Cricklade.
La ciudad se divide en cinco áreas:
- el centro de la ciudad.
- los suburbios de Chesterton.
- Stratton.
- Beeches Estate (un barrio privado de 1950).
- Watermoor (era originalmente una villa fuera de Cirencester).

La villa de Siddington, en el suroeste de la ciudad, está muy unida a Watermoor.
Cirencester sirve como centro para las localidades cercanas, ofreciendo empleos, mercados, comercio, educación, deportes, etc.

## Origen
El nombre de Cirencester fue atestiguado por primera vez por Ptolomeo alrededor del año 150 d. C., aunque los manuscritos más antiguos que se conservan son del siglo XIII. Estos dan varias grafías ligeramente diferentes, de las cuales el original parece haber sido Κορίνιον (Corinium). Sin embargo, se desconoce la etimología de este nombre. El mismo nombre se encuentra en el río Churn, que pasa por la localidad (y que, con la adición de la palabra en inglés antiguo ēa</link> ('río') a su vez dio su nombre a North Cerney, South Cerney y Cerney Wick).
A medida que las lenguas celtas cambiaron, este nombre pasó a ser protogalés Cerin. Este nombre protogalés fue adoptado al inglés durante la muerte de la lengua celta en Inglaterra con la adición de la palabra en inglés antiguo ceaster ('fortificación romana'), y se atestigua por primera vez en esta forma como Cirenceaster en la Crónica anglosajona (un texto que tomó su forma actual a finales del siglo IX). El nombre también persistió en galés, siendo atestiguado por primera vez en el siglo IX, en escritos de Asser, en la forma Cair Ceri.

## Historia

### Arqueología
En 2022 se encontró una lanza de la Edad del Bronce de 3,500 años durante una labor de jardinería en una planta de alcantarillado de Thames Water. Los arqueólogos también descubrieron fragmentos de cerámica prehistórica, herramientas de pedernal y huesos de animales de la Edad del Bronce, la Edad del Hierro y el período romano.
La iglesia catedral de Cirencester, fundada en el siglo IX o X, fue probablemente una fundación real. En el siglo XII pasó a manos de los canónigos agustinos y fue sustituida por la gran iglesia abacial.

### Dominio romano

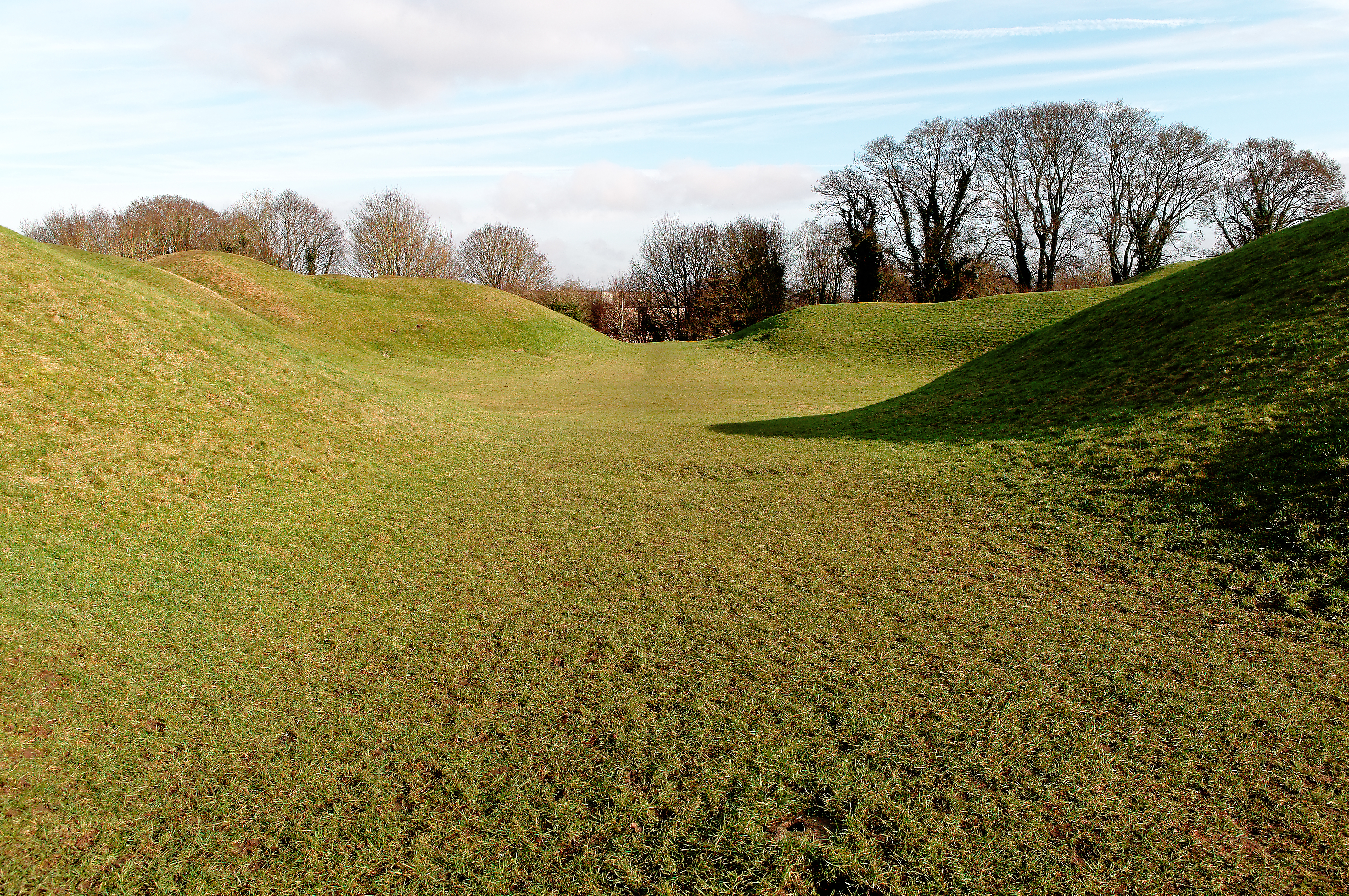
The Roman amphitheatre

El anfiteatro romano todavía existe en una zona conocida como Querns, al suroeste de la ciudad, pero solo ha sido excavado parcialmente. Las investigaciones en la localidad muestran que fue fortificada en los siglos V o VI. Andrew Breeze argumentó que Gildas recibió su educación posterior en Cirencester a principios del siglo VI, lo que demuestra que todavía era capaz de brindar una educación en retórica y derecho latinos en ese momento. Posiblemente este fuera el palacio de uno de los reyes británicos derrotados por Ceawlin en 577. Más tarde fue el escenario de la Batalla de Cirencester, esta vez entre el rey de Mercia Penda y los reyes de Sajonia Occidental Cynegils y Cwichelm en 628.

### Dinastía Normanda
La catedral de Cirencester, fue fundada en el siglo IX o X y fue probablemente una magnífica construcción. Fue destruida por monjes agustinianos en el siglo XII, que la reemplazaron por un abadía.
Durante la conquista normanda, la mansión real de Cirencester fue concedida al conde de Hereford, William Fitz-Osbern, pero en 1075 había vuelto a la Corona. La mansión fue concedida a la Abadía de Cirencester, fundada por Enrique I en 1117, y después de medio siglo de obras durante las cuales se demolió la iglesia catedral, la gran iglesia abacial finalmente se inauguró en 1176. La mansión fue concedida a la Abadía en 1189, aunque una carta real de 1133 habla de burgueses en la ciudad. Los abades obtuvieron cartas en 1215 y 1253 para ferias durante las octavas de Todos los Santos y Santo Tomás Mártir, y el importante comercio de lana les dio gran importancia.
Durante la conquista normanda, la mansión real de Cirencester fue concedida al conde de Hereford, William Fitz-Osbern, pero en 1075 había vuelto a la Corona. La mansión fue concedida a la Abadía de Cirencester, fundada por Enrique I en 1117, y después de medio siglo de obras durante las cuales se demolió la iglesia catedral, la gran iglesia abacial finalmente se inauguró en 1176. La mansión fue concedida a la Abadía en 1189, aunque una carta real de 1133 habla de burgueses en la ciudad. Los abades obtuvieron cartas en 1215 y 1253 para ferias durante las octavas de Todos los Santos y Santo Tomás Mártir, y el importante comercio de lana les dio gran importancia.
Sin embargo, la gente del pueblo continuó su lucha: a cambio de su ayuda a la Corona contra los condes de Kent y Salisbury, Enrique IV en 1403 les dio a los habitantes un gremio de comerciantes, aunque dos inquisiciones reiteraron los derechos del abad. La lucha entre el abad y la gente del pueblo continuó, con los privilegios del abad confirmados en 1408-1409 y 1413, y en 1418 el abad finalmente se quitó esta espina clavada cuando el gremio de comerciantes fue anulado, y en 1477 el parlamento declaró que Cirencester no era corporativo. Después de varios intentos fallidos de restablecer el gremio de comerciantes, en 1592 el gobierno de la ciudad pasó a manos del alguacil del señor feudal.

### Dinastía Tudor
Como parte de la Disolución de los Monasterios en 1539, Enrique VIII ordenó la demolición total de los edificios de la Abadía. Hoy en día sólo el Arco Normando y partes del muro del recinto permanecen sobre el suelo, formando el perímetro de un parque público en el centro de la ciudad. A pesar de esto, la libertad de un municipio siguió eludiendo a la gente del pueblo, y sólo vieron al antiguo señor de la mansión reemplazado por un nuevo señor de la mansión cuando el rey adquirió el título de la abadía. Cirencester se convirtió en ciudad parlamentaria en 1572, devolviendo dos miembros, aunque fue privado de representación en 1885.